# Алексія Калцікі
Алексія Калцікі (нар. 9 вересня 1976, Афіни, Греція) — грецька акторка театру та кіно. Закінчила драматичну школу Національного театру Греції.

## Вибіркова фільмографія
- Підпис (2011)
- Норвегія (2014)